# Dècada del 1270 aC
La dècada del 1270 aC comprèn el període que va des de l'1 de gener del 1279 aC fins al 31 de desembre del 1270 aC.

## Esdeveniments
- 1279 aC - Mor el faraó Seti I
- 31 maig 1279 aC - Ramses II esdevé faraó d'Egipte
- 1279 aC - Comencen els treballs per la construcció d'Abu Simbel